# Zisterzienserinnenabtei Biaches
Die Zisterzienserinnenabtei Biaches war von 1235 bis 1764 ein Kloster der Zisterzienserinnen in Biaches, Département Somme, Bistum Amiens in Frankreich.

## Geschichte
Ein Kanoniker und ein vermögender Bürger von Péronne (im damaligen Bistum Noyon) stifteten 1235 westlich ihrer Stadt das Nonnenkloster Biachia (französisch: Biache), das von Zisterzienserinnen des Klosters La Brayelle besiedelt wurde und auch den Namen Notre-Dame de La Brelle de Biaches-lez-Péronne trug. Die offizielle Eingliederung in den Zisterzienserorden datiert von 1236. Das Kloster, aus dem sich der heutige Ort Biaches entwickelte, bestand bis 1764. Dann wurde der Konvent in die Zisterzienserinnenabtei Fervaques eingegliedert und alle Gebäude wurden niedergerissen. Im Osten von Biaches findet sich heute noch der Flurname Au couvent.

### Handbuchliteratur
- Gereon Christoph Maria Becking: Zisterzienserklöster in Europa, Kartensammlung. Lukas Verlag Berlin 2000, ISBN 3-931836-44-4, Blatt 53 D.
- Laurent Henri Cottineau: Répertoire topo-bibliographique des abbayes et prieurés. Bd. 1. Protat, Mâcon 1939–1970. Nachdruck: Brepols, Turnhout 1995. Spalte 375.
- Gallia Christiana 9, S. 1138 (mit Äbtissinnenliste).
- Bernard Peugniez: Le Guide Routier de l’Europe Cistercienne. Editions du Signe, Straßburg 2012, S. 303.